# ユダヤ人社会主義労働者党

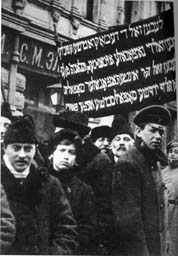
1917年党大会

ユダヤ人社会主義労働者党（ユダヤじんしゃかいしゅぎろうどうしゃとう、ロシア語: Социалистическая еврейская рабочая партия、ロシア語略称: СЕРП、イディッシュ語:  סאָציִאַליסטישע ייִדישע אַרבעטער פּאַרטײ）は、ロシア帝国におけるユダヤ人社会主義政党。思想家で政治家のハイム・ジトロフスキーが率いる「ヴォズロジュデニエ」(Возрождение) から、1906年4月に結党された。なお、党名の略称であるСЕРП（ラテン文字転写: SERP）はロシア語で「鎌」を意味する名詞でもある。
ジトロフスキーは同党の理論家となり、ユダヤ人の自助と社会主義を重視した。社会革命党（エスエル）と連携していた。
同党は、ユダヤ人民族議会（セイム）の設立を支持していた。そのため「セイム派」などとも呼ばれる。ロシアにおいては各民族によって構成される連邦を構想していた。また、イディッシュ語やイディッシュ文化を積極的に推進する立場をとった。キエフやヴィリナ（現ヴィリニュス）でイディッシュ語の新聞『フォルクス＝シュティメ』（「民族の声」の意）を発行した。
1907年、同党とエスエルのあいだで公式に同盟が結ばれ、同党はエスエル傘下に入った。しかし同盟締結を決めたジトロフスキーに対して、党内からは同盟に反対する声も出た。草の根で活動する党員の多くはマルクス派との連携を望んでいた。エスエルとの連携により、第二インターナショナルにも参加し、1907年の「シュトゥットガルト決議」への投票にも参加した。
1917年、同党はシオニスト社会主義労働者党と合併し、統一ユダヤ人社会主義労働者党となった。